# Баба Салі
Раббі Ісраель абу-Хаціра (івр. ישראל אבוחצירא), відомий як Баба Салі (араб. بابا صلى, івр. באבא סאלי, букв. "батько, що молиться", 26 вересня 1889 — 8 січня 1984) — рабин, каббалист і законовчитель, відомий як праведник і чудотворець. За дивовижну духовну силу молитви його стали називати «Баба Салі» (в перекладі з арабської - «молящийся батько»). Раббі Ісраель абу-Хаціра вважався одним з духовних лідерів сефардских євреїв і всього покоління.

## Біографія
Народився в м Рісане в окрузі Тафілальта в Марокко у рава Масуда Абухаціра в відомій родині рабинів і каббалістів. З раннього дитинства проявив видатні здібності в навчанні та роботі над собою. З 13 років почав протягом цілого тижня утримуватися від їжі вдень і їв тільки ввечері і по шабат, також прийняв на себе обітницю не їсти м'яса. За сімейною традицією духовна святість досягається також за допомогою обмеження погляду на сторонніх жінок, що р. Ісраель теж прийняв на себе з дитинства. У 16 років одружився з Фрехою Амсалем, яка стала його вірним помічником в його навчанні та громадській діяльності. У 30 років був обраний рабином всього округу Тфілалат і його слава почала поширюватися по всьому Марокко. У 1950 році знову приїхав в Ерец-Ісраель і прожив в Єрусалимі майже три роки. Потім він знову повернувся в Марокко, щоб зміцнити дух місцевого єврейства. Час від часу він відвідував Францію, де допомагав і надавав духовну підтримку місцевим марокканським єврейським громадам. У 1963 р він переїхав жити в Ізраїль остаточно. Кілька років раббі Ісраель прожив в Явне, потім - в Ашкелоні, а в 1970 р перебрався в Нетівот. У Нетівоті Баба-Салі набув широкого розголосу, як великий каббалист і чудотворець, до нього на прийом зачастили багато ізраїльтян, в тому числі шановні рабини і політики.
Про його чудеса ходять сотні історій. Розповідають як він попереджав людей уві сні не підніматися на звичний автобусний рейс, і на наступний день цей автобус вибухав. Інші розповідають як Баба-Салі вилікував інваліда війни, з паралізованими ногами, після того як він обіцяв дотримуватися шабат і надягати тфілін. Про Баба Салі розповідають ще, що живучи у Франції він почав молиться ранкову молитву сидячи в машині на центральній дорозі Парижа, в ранкові години-пік, коли він дійшов до молитви Шмоні Єсре, вимовної стоячи він вийшов з машини посередині завантаженої дороги і все машини раптом зупинилися. Так тривало до того моменту як він закінчив свою молитву. Після смерті другої дружини одружився втретє на 15-річній дівчині. За розповідями очевидців, до цього рабин приходив до неї уві сні і вимагав її руку.
У 1984 рабин помер. Від першого шлюбу у нього народився син Меїр (Баба Меїр), сини якого р. Ел'азар і р. Давид продовжують традиції свого діда. Від другого шлюбу народився син Барух (Баба Барух), який створив навчальну мережу імені свого батька в Нетівоті і користується там великою популярністю.

## Баба Салі і традиції марокканських євреїв
Серед євреїв, вихідців з Марокко, і не тільки з Марокко, які проживають в Ізраїлі, широко поширене шанування гробниць великих книжників - каббалістів. Вихідці з Марокко продовжують почитати представників деяких старовинних родин, які користувалися величезним авторитетом в Марокко, і особливо це стосується сімейства Абу-Хаціра. Яаков Абу-Хаціра (1807-1880), представник відомої з XVI століття сім'ї каббалістів, був засновником своєрідного релігійного руху марокканських євреїв. Він помер в Єгипті на шляху в Палестину, куди здійснював паломництво, і його могила стала місцем вшанування. Його онуком і був Баба Салі. Баба Салі не тільки за життя вважався чудотворцем, але навіть і його могила відразу стала місцем паломництва десятків тисяч людей. Вони приносять сюди пляшки з водою, моляться, роблять пожертвування, спілкуються один з одним, згадують своїх жили в Марокко бабусь і дідусів, і вірять, що дух великого рабина благословив воду в пляшці. І що ця вода стане цілющою і зцілить їх від хвороб, допоможе вдало вийти заміж дочки або влаштуватися на роботу синові. Крім того, відвідування могили Баби Салі для багатьох вихідців з Марокко є символом поваги до багатющої, але йде в минуле культурі марокканських євреїв.